# Eric Fernsten
Eric Robert Fernsten (Oakland, 1º novembre 1953) è un ex cestista statunitense, professionista nella NBA e in Italia.

## Carriera
Venne selezionato dai Cleveland Cavaliers al quarto giro del Draft NBA 1975 (62ª scelta assoluta).

## Palmarès
- Campionato NBA: 1

Boston Celtics: 1981
- 2 volte campione CBA (1986, 1988)